# Sorkhak
Sorkhak (persiska: سرخک) är en ort i Iran.   Den ligger i provinsen Kermanshah, i den västra delen av landet, 500 km väster om huvudstaden Teheran. Sorkhak ligger 1 727 meter över havet och antalet invånare är 526.
Terrängen runt Sorkhak är kuperad.Runt Sorkhak är det ganska tätbefolkat, med 60 invånare per kvadratkilometer. Närmaste större samhälle är Gahvāreh, 12,6 km väster om Sorkhak. Trakten runt Sorkhak består till största delen av jordbruksmark.